# Pornografia em jogos eletrônicos
A inclusão de sexo e Nudez nos jogos eletrônicos tem sido um tópico controverso desde o nascimento da indústria. Enquanto muitos jogos utilizam imagens ou personagens seminuas, alguns vão além ao mostrar atos sexuais ou nudez seja como motivação de personagens, seja como um "prêmio" ou mesmo como um elemento da jogabilidade. Tais jogos são criados em qualquer parte do mundo e pode ser encontrado em todo tipo de gênero e plataformas. Lançamentos de jogos como esses ocorrem ocasionalmente na Europa e América do Norte, enquanto que no Japão, existe um subgênero para jogos pornográficos, chamado de eroge.

## História
O primeiro jogo eletrônico a ser motivos de controvérsia por teor erótico foi Gotcha (1973), um jogo de fliperama lançado pela Atari Inc., cujos controles eram formados por duas saliências redondas e rosas, supostamente para representar seios. Isso teria sido, em parte, como resposta aos controles tradicionais utilizados à época, associados a sexo devido ao seu formato fálico. Posteriormente, foi lançado para o computador Apple II o adventure de texto erótico Softporn Adventure (1981), criado pela On-Line Systems e que serviria de inspiração para a franquia de jogos Leisure Suit Larry. Além disso, Softporn Adventure é considerado o primeiro jogo a ser lançado comercialmente para computadores, visto que já existia "imagens" eróticas ou pornográficas geradas em código ASCII.
Em 1982, a empresa Koei, fundada pelo casal Yoichi e Keiko Erikawa, lançou Night Life, considerado o primeiro jogo erótico comercial no Japão a conter imagens sexualmente explícitas, além de ser um precursor dos jogos dating sims. Foi concebido para melhorar a vida sexual de casais, inclusive podendo determinar o período no qual a mulher menstruaria.[carece de fontes?]
Ainda em 1982, mas no Ocidente, a companhia Mystique lançou para o Atari 2600 vários jogos pornográficos não-licenciados sob a marca Sweddish Erotics. Neste ano, foram lançados Beat Em’ & Eat Em, enquanto que em 1983, foram lançados Custer's Revenge e Bachelor Party.[carece de fontes?] Desta lista, o mais famoso deles foi Custer's Revenge, cujo protagonista deve evitar uma chuva de flechas enquanto estupra uma índia amarrada em um poste. Devido à visibilidade gerada pela controvérsia, vendeu cerca de 80 mil cópias antes de ser removido das prateleiras na época.
Acompanhando a evolução dos jogos eletrônicos, e também o aumento de liberalidade da população em relação ao sexo, os jogos adultos evoluíram em qualidade gráfica, estética e de narrativa. Além disso, o uso cada vez maior da sensualidade no entretenimento e cultura pop se refletiu num aumento maior de sensualidade em personagens e situações narrativas em jogos que não são sobre sexo.